# Jeleń (powiat działdowski)
Jeleń (niem. Jellen) – wieś w Polsce położona w województwie warmińsko-mazurskim, w powiecie działdowskim, w gminie Lidzbark. Położona nad Jeziorem Jeleńskim, 1,5 km na północ od Wąpierska.
W latach 1975–1998 miejscowość administracyjnie należała do województwa ciechanowskiego.
Wieś jest siedzibą Welskiego Parku Krajobrazowego. W pobliżu znajduje się rezerwat ornitologiczny Bagno Koziana o powierzchni 54,85 ha: kompleks bagien z udziałem torfowisk wysokich, miejsce lęgowe ptaków wodno–błotnych. Rosną tu rzadkie gatunki roślin torfowiskowych jak: bagno zwyczajne, jeżogłówka najmniejsza, rosiczka okrągłolistna, nerecznica grzebieniasta i pływacz drobny. 
We wsi znajduje się również Muzeum Etnograficzne im. Edwarda Klemensa, Muzeum Przyrody, kilka gospodarstw agroturystycznych, remiza OSP oraz głaz upamiętniający przemarsz wojsk króla Jagiełły w 1410 roku na pola Grunwaldu.

## Historia[5][6]
Pierwsza wzmianka o istnieniu wsi pochodzi z około 1410 roku, a w 1442 r. powstał tu folwark rycerski. W chwili obecnej po zabudowaniach pozostały jedynie ślady fundamentów, resztki kamiennego ogrodzenia i szczątkowo zachowany układ parku.
Wiadomo, że w czasach krzyżackich we wsi była karczma, a w 1570 r. wymienia się również zakład krawiecki. Pod koniec XIX wieku Jeleń zamieszkiwało 538 osób. 
Również historia współczesna odcisnęła swe piętno we wsi. W 1946 r. w Jeleniu miała miejsce jedna z większych na tym terenie potyczek między siłami Urzędu Bezpieczeństwa a oddziałami ruchu oporu Armii Krajowej. Zdarzenie to upamiętnia tablica pamiątkowa na murze remizy strażackiej.